# Augustin Guillaume
Augustin Léon Guillaume (Guillestre, 30 luglio 1895 – Guillestre, 9 marzo 1983) è stato un generale francese.

## Biografia
Generale dell'esercito francese,in Italia è conosciuto soprattutto per aver guidato durante la seconda guerra mondiale i goumiers, soldati marocchini incorporati nell'Esercito tra il 1908 e il 1956, nella Campagna d'Italia. I brillanti successi militari ottenuti (battaglia di Montecassino e del Belvedere) misero in ombra, agli occhi degli Alleati, i crimini e le violenze di questi ultimi nei confronti della popolazione locale. 
Il generale non fu mai processato per i crimini di guerra commessi in Italia dalle sue truppe, quali stupri e omicidi di civili inermi. Guidò poi la terza Divisione di Fanteria Algerina durante le campagne di Francia e Germania in seguito allo sbarco in Provenza nel mese di agosto del 1944.
Nel 1954 diventa Capo di Stato maggiore dell'Esercito e Presidente del comitato militare della NATO. Si dimette nel 1956 in segno di disaccordo con la gestione delle operazioni del governo francese in Africa del Nord.
Dal 1959 al 1971 è stato sindaco di Guillestre, suo paese natale. Fu autore di saggi di storia militare e locale.